# Reichsbahn SG Königsberg
Die Reichsbahn SG Königsberg war ein deutscher Sportverein aus der gleichnamigen ostpreußischen Stadt, dem heutigen Kaliningrad, der Hauptstadt des Oblast Kaliningrad.

## Geschichte
Der Verein wurde 1927 unter dem Namen Reichsbahn Turn- und Sportverein Königsberg als Werksclub der Deutschen Reichsbahn gegründet. 1939 erfolgte die Umbenennung in Reichsbahn SG Königsberg. Zur Saison 1939/40 gelang der Aufstieg in die Gauliga Ostpreußen, eine von seinerzeit 16 obersten Spielklassen im Deutschen Reich. Die ursprüngliche Liga musste in dieser Saison jedoch kriegsbedingt nach wenigen Spieltagen abgebrochen werden. Das Reichsfachamt Fußball wählte vier Vereine aus, die in einer kleineren Gruppe die diesjährige Gaumeisterschaft ausspielten. Reichsbahn SG Königsberg wurde nicht berücksichtigt. Die Spielzeit 1940/41 wurde dann wieder in einer Zehnergruppe ausgespielt, die die Reichsbahn SG Königsberg mit dem fünften Platz abschloss. Auch in den kommenden drei Spielzeiten konnte sich der Verein im Mittelfeld der Gauliga halten, beste Platzierung war der dritte Platz in der Saison 1942/43. Dennoch konnte sich Reichsbahn Königsberg nicht gegen seine starken Lokalrivalen VfB Königsberg und SV Prussia-Samland Königsberg durchsetzen. Kriegsbedingt wurde eine Spielzeit in der Saison 1944/45 nicht mehr begonnen.
Nach dem Zweiten Weltkrieg wurde das zum Deutschen Reich gehörende Königsberg von der Sowjetunion annektiert. Die Reichsbahn SG Königsberg wurde – wie alle übrigen deutschen Vereine und Einrichtungen – zwangsaufgelöst.

## Erfolge
- Zugehörigkeit zur Gauliga Ostpreußen 1939/40, 1940/41, 1941/42, 1942/43, 1943/44